# 風見鶏 (さだまさしのアルバム)
『風見鶏』（かざみどり）は、シンガーソングライターさだまさしの1977年7月25日発表のソロ2枚目のオリジナル・アルバムである。

## アルバムの概要
この作品はシングル「雨やどり」のヒット後にリリースされ、50万枚を超す大ヒットとなった。
サイモン&ガーファンクルの「明日に架ける橋」のアレンジを手がけたジミー・ハスケル（Jimmie Haskel）をアレンジャーに迎えて制作している。
アルバム・ジャケットには味戸ケイコによるイラストが用いられた。
累計売上は92万枚を記録。

## 収録曲

### LP / CT
| 全作詞・作曲: さだまさし。 |                      |            |            |                                  |      |
| #                          | タイトル             | 作詞       | 作曲・編曲 | 編曲                             | 時間 |
| 1.                         | 「最終案内」         | さだまさし | さだまさし | 渡辺俊幸、弦編曲: Jimmie Haskell | 5:33 |
| 2.                         | 「つゆのあとさき」   | さだまさし | さだまさし | 渡辺俊幸、弦編曲: Jimmie Haskell | 5:11 |
| 3.                         | 「飛梅」             | さだまさし | さだまさし | 渡辺俊幸、弦編曲: 小野崎孝輔     | 4:14 |
| 4.                         | 「きみのふるさと」   | さだまさし | さだまさし | 渡辺俊幸、弦編曲: Jimmy Haskell  | 4:23 |
| 5.                         | 「思い出はゆりかご」 | さだまさし | さだまさし | Jimmy Haskell                    | 3:56 |
| 合計時間:                  | 合計時間:            | 合計時間:  | 23:17      |                                  |      |

| 全作詞・作曲: さだまさし。 |                          |            |            |                                 |      |
| #                          | タイトル                 | 作詞       | 作曲・編曲 | 編曲                            | 時間 |
| 1.                         | 「セロ弾きのゴーシュ」   | さだまさし | さだまさし | 渡辺俊幸、弦編曲: Jimmy Haskell | 5:34 |
| 2.                         | 「もうひとつの雨やどり」 | さだまさし | さだまさし | Jimmy Haskell                   | 4:41 |
| 3.                         | 「吸殼の風景」           | さだまさし | さだまさし | 渡辺俊幸                        | 4:30 |
| 4.                         | 「桃花源」               | さだまさし | さだまさし | Jimmy Haskell                   | 4:21 |
| 5.                         | 「晩鐘」                 | さだまさし | さだまさし | 渡辺俊幸、弦編曲: 小野崎孝輔    | 5:05 |
| 合計時間:                  | 合計時間:                | 合計時間:  | 24:11      |                                 |      |

### CD
| 全作詞・作曲: さだまさし。 |                                  |            |            |                                  |      |
| #                          | タイトル                         | 作詞       | 作曲・編曲 | 編曲                             | 時間 |
| 1.                         | 「最終案内」                     | さだまさし | さだまさし | 渡辺俊幸、弦編曲: Jimmie Haskell | 5:33 |
| 2.                         | 「つゆのあとさき」               | さだまさし | さだまさし | 渡辺俊幸、弦編曲: Jimmie Haskell | 5:11 |
| 3.                         | 「飛梅」                         | さだまさし | さだまさし | 渡辺俊幸、弦編曲: 小野崎孝輔     | 4:14 |
| 4.                         | 「きみのふるさと」               | さだまさし | さだまさし | 渡辺俊幸、弦編曲: Jimmy Haskell  | 4:23 |
| 5.                         | 「思い出はゆりかご」             | さだまさし | さだまさし | Jimmy Haskell                    | 3:56 |
| 6.                         | 「セロ弾きのゴーシュ」           | さだまさし | さだまさし | 渡辺俊幸、弦編曲: Jimmy Haskell  | 5:34 |
| 7.                         | 「もうひとつの雨やどり」         | さだまさし | さだまさし | Jimmy Haskell                    | 4:41 |
| 8.                         | 「吸殼の風景」                   | さだまさし | さだまさし | 渡辺俊幸                         | 4:30 |
| 9.                         | 「桃花源」                       | さだまさし | さだまさし | Jimmy Haskell                    | 4:21 |
| 10.                        | 「晩鐘」                         | さだまさし | さだまさし | 渡辺俊幸、弦編曲: 小野崎孝輔     | 5:05 |
| 11.                        | 「雨やどり」(ボーナス・トラック) | さだまさし | さだまさし | 渡辺俊幸                         | 4:29 |
| 合計時間:                  | 合計時間:                        | 合計時間:  | 51:57      |                                  |      |

### 楽曲解説

#### アナログA面
1. 最終案内
空港という喧騒の場にあって、別れの孤独を感じている男性の心境をうたった歌。「この歌には当初、ジェット機の実音で幕を引くつもりだったが、ジミー・ハスケルの弦がより一層効果的に幕を引いてくれたので変更した」と曲紹介に記されている。この後も、さだは空港での別れを歌った曲を数曲作っている（「虹の木」、「東京」、「時計」など）。
2. つゆのあとさき
別れる女性に最後の誠意を見せる男性の心境をうたった歌。歌詩中に「今日は君の卒業式」とあるが、タイトルにもあるように梅雨の季節の歌であり、別れを比喩的に卒業と表現したものである。[2]歌詩中に「もう制服はいらない」とあることから、時期設定は3月の卒業シーズンであると素直に解釈することもできる。菜種梅雨の前後との解釈もある。タイトルは永井荷風の小説『つゆのあとさき』から採られたが、歌詩と小説とには関連はない。
3. 飛梅
太宰府天満宮を舞台に、『大鏡』等に記されている菅原道真の伝説、特に飛梅伝説をモチーフとした楽曲である。さだの得意とする日本の古典的題材作品に連なる最初の作品。この作品で太宰府天満宮の宮司一家と親しくなり、2002年の菅公御神忌1100年大祭で、谷村新司や南こうせつなどの親睦のある歌手達と共に太宰府でコンサートを行い、そこで太宰府がテーマである「飛梅」「都府楼」を歌った。
4. きみのふるさと
10年近くコンサートのオープニング曲として使われ続けた楽曲。恋人の故郷へ向かう恋の風景と男性の抱く希望をうたっている。一説によると、さだとゆかりのある島根県益田市の海岸線を走る国道がモチーフとも（佐田家は元々島根県を発祥とする）。さだの妻は浜田市の出身であり、この詩の中に出てくる風景と似ているとも感じられる。
5. 思い出はゆりかご
作曲者である渡辺俊幸に結婚のお祝いとして贈られた歌。しかし歌詞の内容は、別れた恋人を思い出すという内容である。

#### アナログB面
1. セロ弾きのゴーシュ
森山良子への提供曲（レコーディングは森山の方が先であったがリリースはさだ自身の方が先であった。）。サン＝サーンスの組曲『動物の謝肉祭』第13曲「白鳥」のフレーズが使用されている。理由として｢この部分だけ僕がツェロで弾けるから」とライナーノーツに記している。後に文化放送『さだまさしのセイ!ヤング』のエンディング曲となった。タイトルは宮沢賢治の小説『セロ弾きのゴーシュ』から採られたが、歌詩と小説とには関連はない。タイトルを付けるにあたっては、さだ自身が賢治の実弟である宮澤清六のもとに許可を求めに出向いている。セロはチェロの別名。
2. もうひとつの雨やどり
1977年7月10日にシングル・リリース済みの作品である。シングル盤「吸殼の風景」のB面曲。大ヒット曲「雨やどり」の替え歌である。さだは、「『雨やどり』がお笑いに染まって本質が見えなくなっていく現状に、蛇足ながらも答えを出してしまった」と曲紹介で述べている。後にさだの実妹でこの楽曲（および「雨やどり」）の主人公のモデルでもある佐田玲子がカバーした。
3. 吸殼の風景
1977年7月10日にシングル・リリース済みの作品である。別れた恋人同士が再会し、互いの非をかばう心情をうたった歌。タイトルは、再会し喫茶店で向かい合う男女を灰皿の中のタバコの吸い殻に例えたものである。[3]同様の比喩表現は「推理小説」においても用いられている。クレジット名の殼の字は「殻」ではなく異字体の「殼」であるが、このアルバムでは｢殻｣となっている。
4. 桃花源
オリジナルは中国・山東省出身、台湾の映画監督・シンガーソングライターの劉家昌の作詞・作曲したヒット曲「我家在那裡」である。弟の繁理が台湾で気になった曲を採譜して持ち帰ったもので、本アルバム発表時は作曲者不詳とクレジットされていた。のちにシングル・カットされた際にクレジットは劉家昌作曲と改められている。先のアルバム『帰去来』と同様、陶淵明の詩からタイトルが採られている。内容は故郷を桃源郷（理想郷）に見立てている。なおTBSテレビのドラマ『せい子宙太郎』のテーマ曲に用いられた。
5. 晩鐘
恋人との別れを、日本古来の美意識を駆使して作られた曲。日本の美を愛するさだは、「この歌をできるだけ歌おうと思っているが、季節が確定している（晩秋）ので、他の時期に歌うと間が抜ける」と、コンサートで話していた。
  - 「桃花源」「思い出はゆりかご」以外はすべて作詩[4]・作曲：さだまさし
    - 「思い出はゆりかご」作詩：さだまさし　作曲：渡辺俊幸
    - 「桃花源」作詩：さだまさし　作曲：劉家昌　採譜：佐田繁理

  - 2005年に再発売されたCDには、ボーナス・トラックとして同時期のシングル曲だった「雨やどり」が付加

## 参加したミュージシャン
- リード・ボーカル：さだまさし（ヴァイオリン・ソロ A面3）
- アコースティックギター：さだまさし（A面1.3 B面2）、Jerry Cole（A面5 B面2.4)、吉川忠英 （B面1.3）、笛吹利明（B面5）
- 12弦ギター：さだまさし（A面2.4）
- エレキギター：松原正樹（A面1.3 B面1.3.5）
- スティール・ギター：駒沢宏季（A面1）
- ピアノ：大原繁仁（A面2.3 B面1.3.5）、Jimmie Haskell（A面5）、渡辺俊幸（B面5）
- エレクトリックピアノ：大原繁仁（A面1.4）、Clark E. Gassman（フェンダー・ローズ・ピアノ A面5 B面2.4）
- シンセサイザー：渡辺俊幸（ポリモーグ B面3）
- ベース：高水健司（A面1-4 B面1.3.5）、Ray Pohlman（A面5 B面2.4）
- ドラムス：村上秀一（A面1-4 B面1.3）、Gene Pello（A面5 B面2.4）、林立夫（B面5）
- パーカッション：穴井忠臣（A面1.4 B面1.3.5）、さだまさし、渡辺俊幸（A面1）、宅間久善（マリンバ A面1）
- ストリングス：James Getzoff Ensemble（A面 1.2.4.5 B面1.2.4）、多野アンサンブル（A面3 B面5）

「雨やどり」（ボーナス・トラック）
- リード・ボーカル、アコースティックギター：さだまさし
- シンセサイザー：渡辺俊幸
- マリンバ、グロッケンシュピール：宅間久善